# Prodiere
Il prodiere è il membro dell'equipaggio di un'imbarcazione a vela che controlla la parte a prua dell'albero, inoltre issa o ammaina le vele di prua, come il fiocco, il genoa o lo spinnaker.
Inoltre, è colui che è impiegato nella risoluzione dei problemi legati a una drizza o ad una scotta incattivata (incastrata). 

## Il prodiere nella storia
Nella storia, il prodiere era un marinaio che, assieme ad altri suoi compagni, gestivano interamente le prue delle galee. Questi spesso erano galeotti in cerca di scappare dalla giustizia, o persino schiavi. Ciò era fatto dalle classi meno agiate a causa della pesantezza del lavoro del prodiere. Con l'arrivo delle navi a motore, questo mestiere divenne sempre più raro, ed oggi è praticato solo come attività sportiva.

## Il prodiere nello sport
Ai tempi d'oggi, il prodiere è colui che in una imbarcazioni a vela gestisce ciò che si trova a prua dell'albero.
Ha il compito di determinare la distanza dalla linea di partenza nel prepartenza, controllare l'issata delle vele di prua (fiocco, spinnaker), e far passare il tangone durante le strambate
Su una deriva o su un catamarano deve anche controllare l'inclinazione della barca ed eventualmente uscire al trapezio, oltre che regolare il fiocco o lo spinnaker.
Su alcuni skiff, inoltre, controlla anche la regolazione della randa (randista).